# Marco Evaristti
 (août 2024).
Marco Evaristti, né en 1963 à Santiago du Chili, est un artiste plasticien danois.